# Eisenbahnbrücke Bremen-Burg
Die Eisenbahnbrücke Bremen-Burg ist eine zweigleisige Fachwerkbrücke über den Fluss Lesum im Bremer Stadtteil Burglesum.
Die Brücke, Baujahr 1872, wurde im Zweiten Weltkrieg beschädigt und 1950 wieder in Betrieb genommen. Über die Brücke verläuft die Bahnstrecke Bremen–Bremerhaven. Die Brücke liegt im südlichen Bahnhofskopf des Bahnhofs Bremen-Burg.
Neben dem Regionalbahnverkehr ist die Eisenbahnbrücke über die Lesum insbesondere für die Güterzüge von und zu den Häfen in Bremerhaven von Bedeutung. Sie wurde 2013 täglich von rund 80 Güter- und rund 50 Personenzügen passiert.
Spätestens seit 2015 werden Zweifel laut, ob die Brücke den zukünftigen Anforderungen auf Dauer gerecht werden kann. Ein Ersatz- oder Neubau ist aber nicht in Sicht.